# Placochelys
Placochelys es un género representado por una única especie de saurópsido placodonte perteneciente a la familia Placochelyidae, que vivió en el Triásico medio y el Triásico superior, en lo que hoy es Alemania. Placochelys era notablemente similar a una tortuga marina, alcanzaban 1 m (3 pies) de longitud. Tenía una concha plana cubierta con placas huesudas, y un compacto de cráneo. Su cráneo era picudo, en su mayoría sin dientes maxilares con músculos potentes y especializadas dientes anchos en la paleta, que fueron muy probablemente utilizado para la trituración de los mariscos. Sus extremidades eran para nadar en forma de paleta, aunque, a diferencia de las tortugas marinas modernas, todavía tenían dedos claras, y también tenía una cola corta.
- Datos: Q899251
- Multimedia: Placochelys / Q899251